# Pietro Schedoni
Pietro Schedoni (4 septembre 1757, Sassuolo - 27 novembre 1835, Modène) est un philosophe italien.

## Biographie
Né en 1757 à Sassuolo, dans le duché de Modène, il fit ses études au collège des jésuites à Modène. Il étudia ensuite le droit et se fit recevoir docteur. Schedoni visita successivement Venise, Florence, Rome et Naples et se lia dans ses voyages avec l’abbé Morelli, avec Raffaello Morghen et Canova. Revenu à Modène, il s’occupa comme par le passé de différentes publications et ne voulut jamais accepter de fonctions publiques. Ce fut seulement en 1827 que, pour ne pas désobliger son souverain, il consentit à être un des douze censeurs pour les livres. Schedoni mourut à Modène, le 27 novembre 1835.

## Œuvres
- Essai sur les jeux, Modène, 1788, in-8°. Cet opuscule, qui a été plusieurs fois réimprimé, fut publié à l’occasion d’un édit par lequel le duc Hercule défendit les jeux dans ses États. Schedoni eut la hardiesse d’attaquer cette mesure et motiva fortement son opinion, mais dans un style un peu boursouflé et déclamatoire.
- Éloge d’Agostino Paradisi, in-8°, trois éditions ;
- Des moyens de prévenir et de diminuer les maux de la guerre, Modène, 1801 ;
- Mémoire sur les qualités et les défauts du Panégyrique de Trajan, que Schedoni envoya à l’académie de Lucques pour concourir au prix proposé par elle, et qui obtint une médaille d’or ;
- Éloge de Lodovico Antonio Muratori, qui fit décerner à l’auteur une autre médaille d’or par le corps municipal de Modène ;
- Mémoire sur la violation de la pudeur dans les beaux-arts ;
- Opuscule de voyages, Modène, 1806, in-8° ;
- Sur les tragédies d’Alfieri, Modène, 1806, in-8°, étude critique, dans laquelle, après avoir rendu hommage aux qualités de style du poète d’Asti, Schedoni l’accuse d’avoir violé « l’ordre moral que recommandent également toutes les lois du théâtre et l’utilité publique ».
- Les Influences morales, ouvrage qui a valu à l’auteur le titre de créateur de la morale expérimentale ;
- Coup d’œil sur la science de la législation de Filangieri, Modène, 1826, in-8°. Schedoni y attaque le célèbre économiste napolitain, qu’il avait déjà critiqué dans un Mémoire sur la liberté de la presse, lu à l’académie de Modène.
- Appendice à l’ouvrage précédent et à la Lettre de M. de Chateaubriand sur la liberté de la presse, Modène, 1827, in-8° ;
- Principes moraux du théâtre ;
- traduction italienne de douze discours de Cicéron ;
- traduction italienne de la Vie d’Agricola, de Tacite ;
- Choix des meilleurs sonnets italiens, avec des notes, Modène, 1827. Schedoni avait aussi pris part à la rédaction de la Voix de la vérité et des Mémoires de religion, de littérature et de morale, publiés à Modène.